# Wiener Geflecht

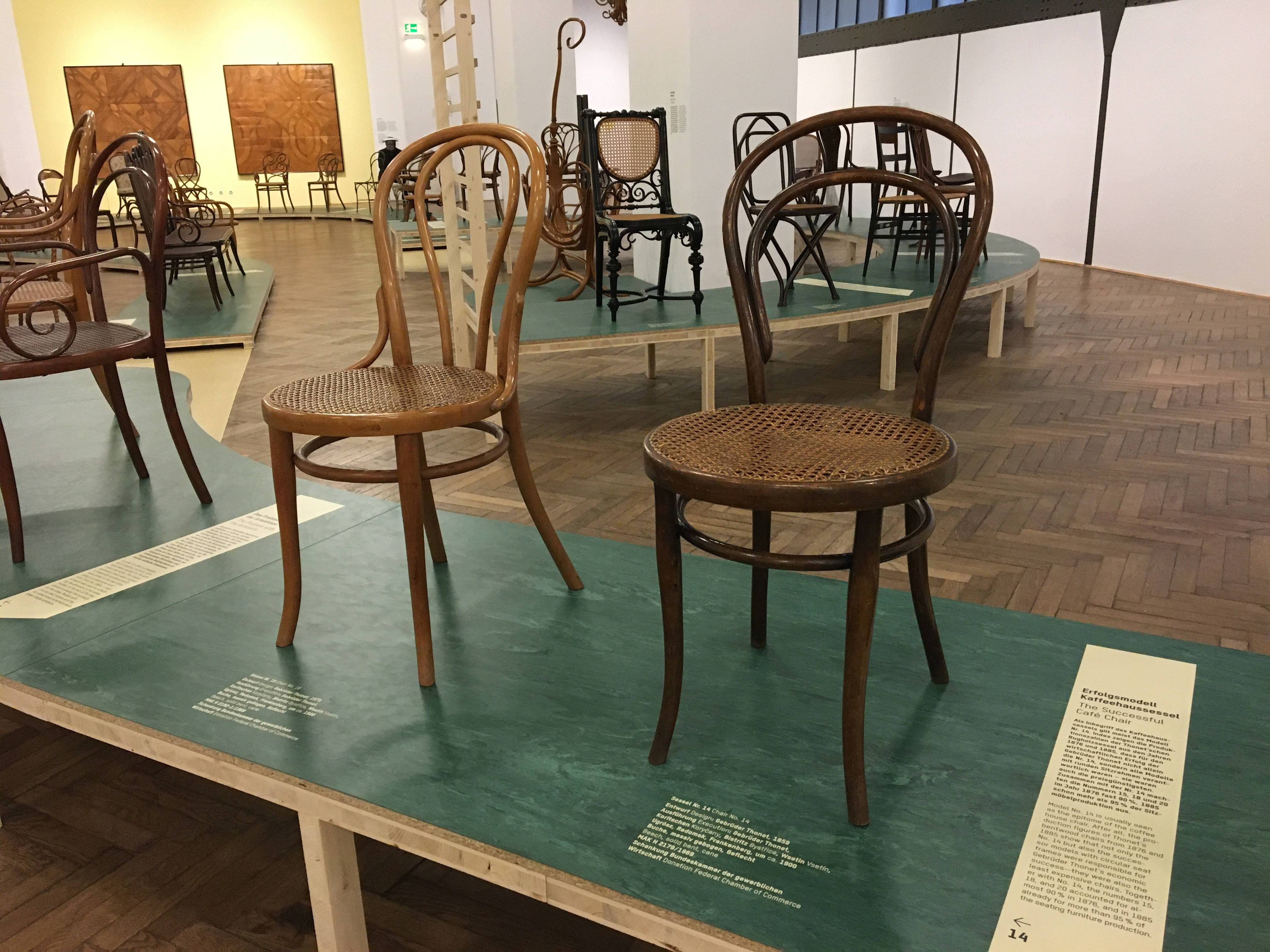
Thonet Stuhl No. 14, Wiener Kaffeehausstuhl mit Wiener Geflecht

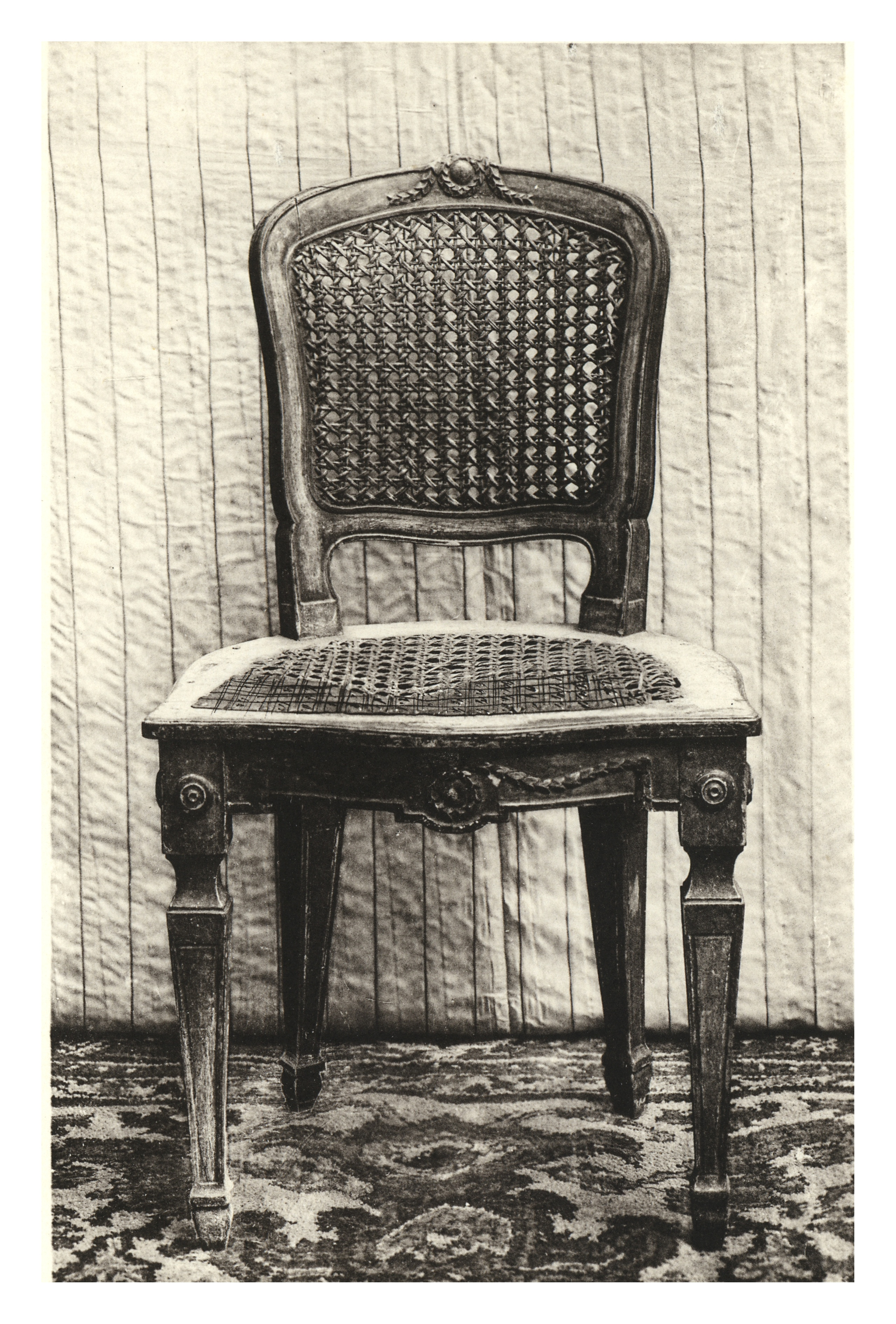
Stuhl, josephinisch mit Wiener Geflecht um 1780

Wiener Geflecht besteht aus Peddigrohrsträngen, einem Rohrgeflecht aus dem Stamm der Rotang- oder Rattanpalme. Als schnell nachwachsendes Material gilt Rattan, und damit das Wiener Geflecht, als einer der nachhaltigsten Stoffe im Möbelbau. Das klassische, achteckige Muster dient bevorzugt der Sitzbespannung, denn trotz des geringen Gewichts kann es bei der Stabilität mit Holz mithalten – ist dabei jedoch langlebiger und elastischer. 

## Geschichte
Wiener Geflecht verbindet man heute vor allem mit dem berühmten Kaffeehausstuhl-Modell Nummer 14 aus dem Hause Thonet. Tatsächlich gab es aber schon im späten 18. Jahrhundert, zur Zeit des Josephinismus, Stühle aus Wiener Herstellung, die mit dem Flechtmuster bezogen wurden.

## Herstellung
Wie man Wiener Geflecht herstellt, gehört bis heute zum Grundlagenwissen von Korb- und Möbelflechtern, denn zur Restaurierung alter Möbel ist die Technik ständig gefragt.
Wiener Geflecht wird aus sechs Strängen geflochten. Seine Form und Festigkeit erhält es durch Längs-, Quer- und Diagonalbindungen. Es wird durch Bohrlöcher geflochten die rund um den Sitz angebracht sind. Vom Abstand der Löcher im Stuhlrahmen hängt es ab, ob das Ergebnis eher engmaschig oder grob ausfällt. Zunächst wird eine gitterförmige Grundstruktur zwischen den Löchern aufgespannt, die dann mit diagonal laufenden Rohrsträngen diagonal verflochten wird. Zuletzt können die Löcher im Rahmen noch mit einem Rohrfaden abgedeckt werden, den man mit durch die Löcher gezogenen Schlaufen befestigt. Generell gilt für das Wiener Geflecht: Je enger geflochten und je mehr Material verarbeitet ist, desto höher ist die Qualität und Lebensdauer.
Seit den 1960er Jahren werden neue Sitzmöbel meist mit einem maschinell hergestellten Geflecht versehen das in eine rund um den Sitz laufende Nut eingeklebt und mit einer Holzleiste verkeilt wird. Dieses Geflecht ist allerdings nicht als Ersatz für Stühle geeignet die für ein handgearbeitetes Geflecht bestimmt sind. 

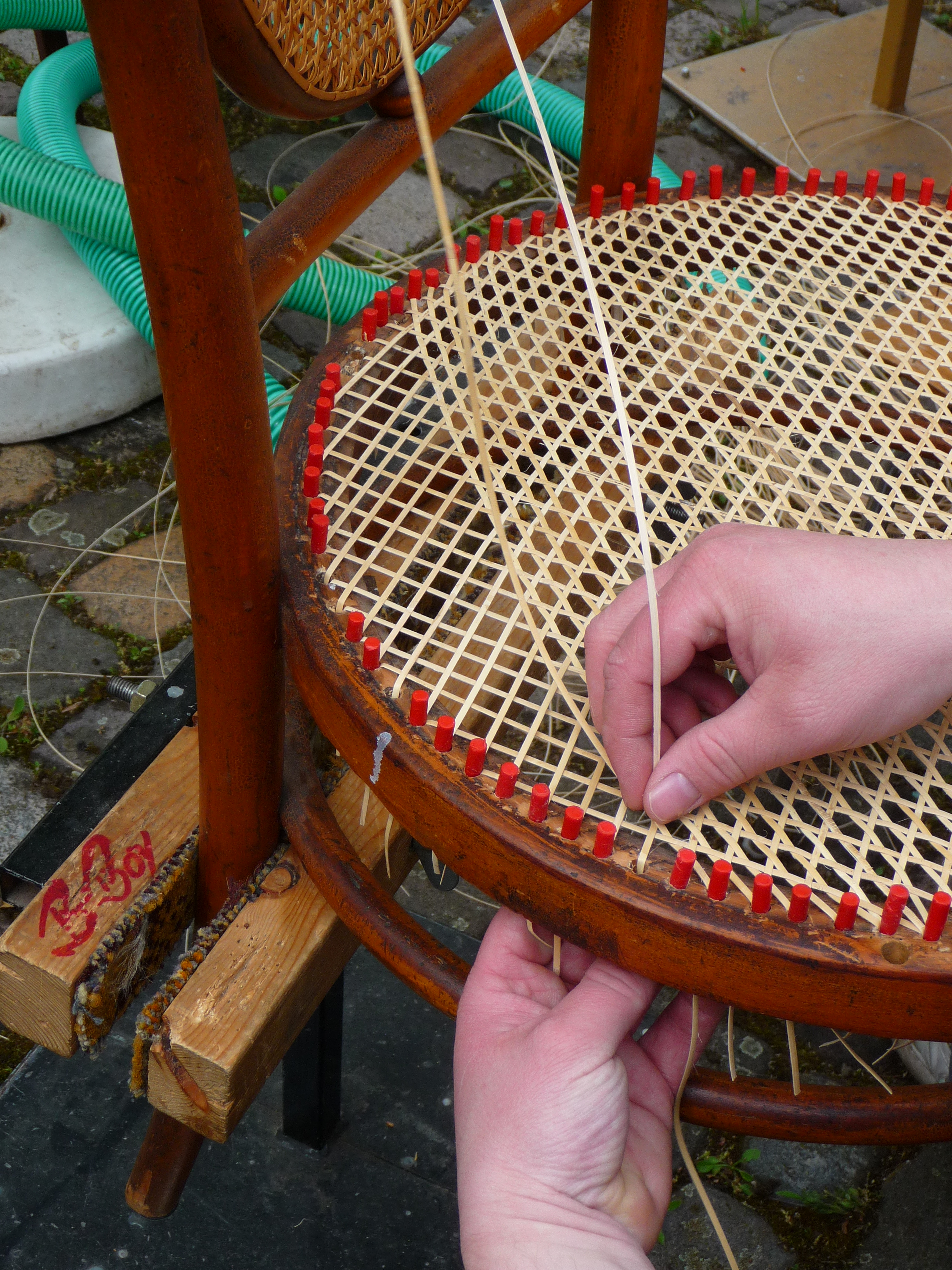
Flechten der Sitzfläche eines Stuhls mit Rattan